# Gesprächsgottesdienst
Der Gesprächsgottesdienst als dialogische Predigt oder dialogischer Gottesdienst ist eine neuere Form des Gottesdienstes. Er stellt in seiner Form als Dialog zwischen Menschen eine Alternative zur Verkündung durch den Pastor in einer monologischen Predigt dar.  Das bedeutet, dass die Gottesdienstbesucher nicht dem Vortrag des Pastors schweigend zuhören, sondern am Verlauf beteiligt werden oder ein vorbereitetes Gespräch zwischen beispielsweise zwei Pastoren verfolgen.

## Historisch
Der Gesprächsgottesdienst etablierte sich in den 1960er und 1970er Jahren auf dem Hintergrund gesellschaftlicher Umbrüche, im Zuge von Reformbemühungen für den Gottesdienst in Deutschland.
Die Predigt in monologischer Form schien überholt in einem Umfeld, das geprägt war durch Demokratisierung und Meinungsbildungsprozesse.
Eines der bedeutenden Zentren, von denen die Reformbewegung ausging, war Frankfurt mit der Frankfurter Schule. Ebenso nahmen einzelne Persönlichkeiten starken Einfluss, wie beispielsweise Dieter Trautwein mit seiner Dissertation „Lernprozess Gottesdienst“.

## Dramaturgie verschiedener Typen des Gottesdienstes
Trautwein versteht den Gesprächsgottesdienst als ein prozessorientiertes Geschehen, das mit der konkreten Umsetzung von Dialog und Gespräch Lernprozesse ermöglichen soll.
Das Gespräch verläuft dabei nach einem vorstrukturierten Modus, welcher lernpsychologische und gruppenpsychologische Elemente beinhaltet. Es wird von einem Team vorgeplant und in den Gottesdienst eingebracht.
Hier handelt es sich nicht um deutungsoffene Auseinandersetzung mit beispielsweise einem biblischen Text, sondern bezieht sich eher auf konkrete Situationen und Themen des politischen Zeitgeschehens und zielt auf gesellschaftsveränderndes Engagement.
In gesellschaftlich brisanten kontrovers diskutierten Situationen könnten diese Formen verstärkt an Attraktivität gewinnen.
Ein anderer Typ des Gesprächsgottesdienstes ist die Dialogpredigt oder Dialog-Gottesdienst. Dabei führen zwei Personen ein vorgeplantes Gespräch auf, als eine inszenierte Form des monologischen Predigtvortrages. Dieser Vortrag ist nicht ergebnisoffen wie im lernprozessorientierten Ansatz, sondern ist auf Vermittlung von Positionen ausgerichtet. Damit entspricht er mehr dem Ansatz der monologischen Verkündung, jedoch in flexibilisierter Form.